# Methode De Haan

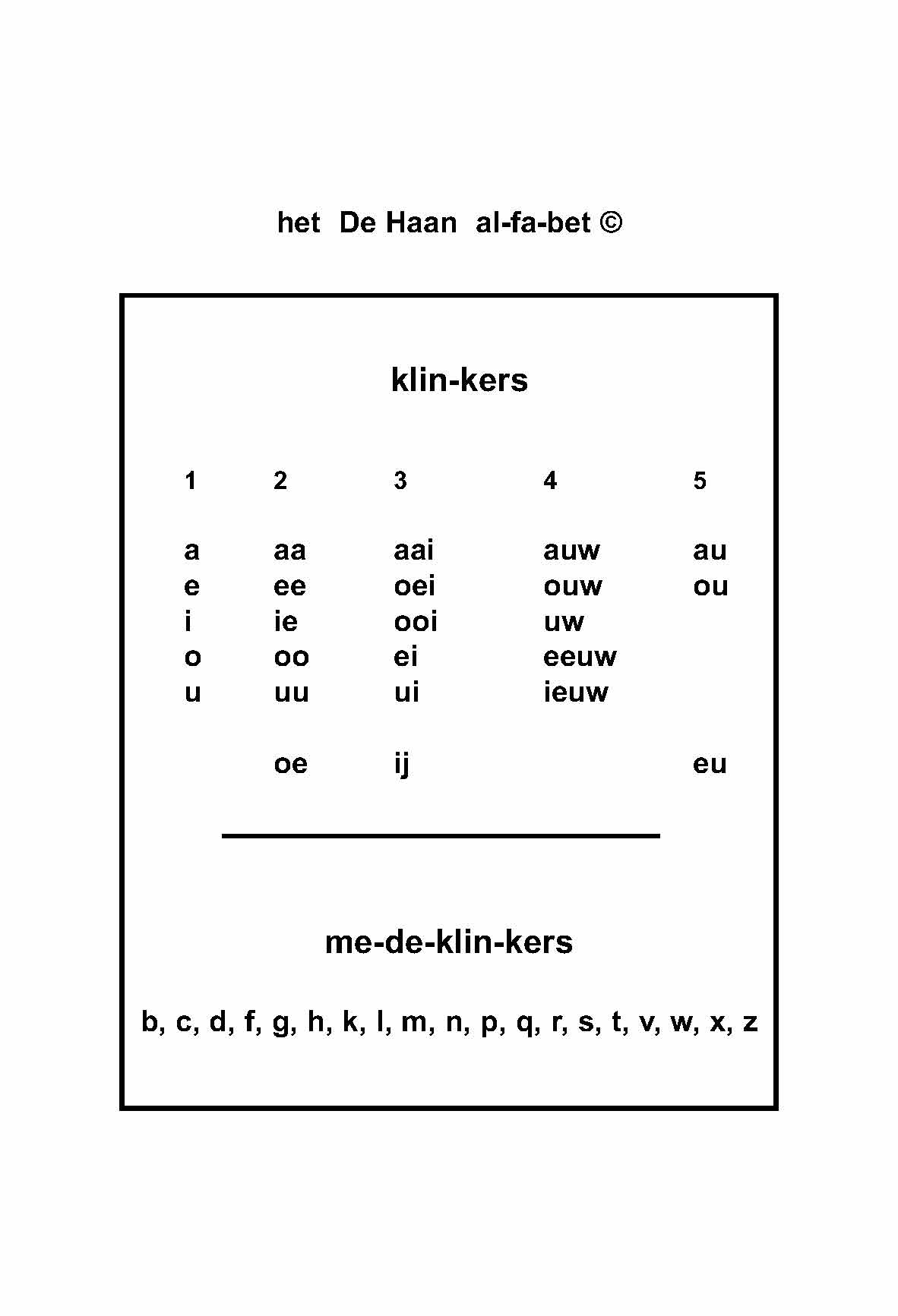
Het alfabet volgens Methode De Haan

Methode De Haan is een leesmethode en spellingmethode voor de Nederlandse, Engelse, Franse en Duitse taal. De methode is ontwikkeld door de neerlandicus drs. Willem J. de Haan.

## Aanleiding
In de zestiger jaren ontstaan nieuwe leesmethoden waarbij kinderen de letters leren uitspreken als een klank, het woord wordt eerst in stukjes (klanken) gehakt en daarna weer aan elkaar geplakt. De aanleiding voor het ontwikkelen van Methode De Haan was de vaststelling dat er leerlingen zijn die met deze methoden niet tot lezen komen en zowel bij het leren lezen als bij het leren schrijven blijven hakken en plakken. In Methode De Haan worden letters altijd met hun naam genoemd.

## De leesmethode
Het eerste doel van de leesmethode is het op een systematische manier leren lezen vaneenlettergrepige ofwel enkelvoudige woorden. Om dit doel te bereiken is voorafgaand een systematische studie gemaakt van alle Nederlandse enkelvoudige woorden met een lange klinkerklank. Deze studie staat in het “Instructieboek voor de leerkracht”. Vervolgens is het “De Haan - alfabet” ontworpen. Ook voor de anderstalige leesmethoden is een Frans, Duits en Engels ‘De Haan alfabet’ gemaakt.
Eerst worden door de leerling woorden gelezen die met het tweede rijtje klinkerklanken worden samengesteld, vervolgens worden de rijtjes 3, 4 en 5 behandeld. De methode bestaat uit 36 korte leeslesjes. Elk lesje bevat één nieuw leesprobleem, bijvoorbeeld een nieuwe klinker of medeklinker of twee medeklinkers aan het begin en/of eind van een woord, en herhaling uit de vorige lesjes. De methode voegt zo steeds iets nieuw toe aan wat de leerling al kent. Als een woord niet wordt herkend wordt er altijd gespeld met de namen van de letters van het alfabet. De methode wordt vanwege deze manier van spellen niet in het reguliere onderwijs gebruikt. In het reguliere onderwijs wordt gespeld door middel van het hakken en plakken met de ‘klanken’ van letters. Methode De Haan is vanaf 1970 beschikbaar gekomen en gebruikt door thuis-onderwijzende ouders en sommige remedial teachers. In de Nederlandse leesmethode worden alleen de woorden met een lange aa, ee, ie, uu - klinker-klank gebruikt van het tweede rijtje. Voor het Engelse. Duitse en Franse leesmethode worden in het begin alleen de woorden met een korte klinker-klank gebruikt, omdat deze woorden uit het tweede rijtje qua spelling de minste uitzonderingen kennen. Na de 36 leeslesjes worden vervolglesjes gelezen. Daarin staan woorden met lange èn korte klinkerklanken, meervoudige woorden, en woorden die uit andere talen geleend zijn.

## De spellingmethode
De basis van de spellingmethode is een analytische  studie van de Nederlandse spelling, de Woordenlijst, en een grondige bestudering van een aantal dictees die in de Handleiding van de methode staan. Daaruit is de taaltest ontstaan waarmee problemen in de spelling worden opgedeeld in zes groepen, voor groep 3 t/m 8. De taaltest wordt gebruikt om het spellingniveau van de leerling vast te stellen. In de taaltest wordt voor de meeste spellingprobleem verwezen naar een of meer exact geformuleerde spellingregels volgens de formule: ik hoor - ik schrijf. Deze regels zijn exact geformuleerd en mogen daarom niet veranderd worden. Om spellingproblemen op te lossen lees de leerling 30 achtereenvolgende dagen in maximaal 15 minuten een aantal van deze regels. De regels mogen niet uit het hoofd geleerd worden, de bedoeling is dat de leerling na het lezen automatisch toepast.
Voorbeeld van een "ik hoor - ik schrijf"-regel:
Ik hoor na aai, oei, ooi een j-klank.
Ik schrijf geen j.
Ik schrijf een i:
- aai, baai, gaai, haai, kaai, maai, naai, saai, taai, waai, zaai
- oei, boei, foei, loei, roei
- ooi, dooi, fooi, gooi, hooi, kooi, mooi, tooi

Een voor de leerling eenvoudiger manier om een spellingprobleem te verduidelijken is het laten lezen van woordparen Een woordpaar is een stel woorden die maar één klinker of medeklinker van elkaar verschillen. Een voorbeeld:
saai - zaai